# لیورپول شرقی (اوهایو)
لیورپول شرقی(به انگلیسی: East Liverpool) شهری در ایالت اوهایو کشور ایالات متحده آمریکا است که جمعیت آن در سرشماری سال ۲۰۱۰ میلادی، ۱۱٬۱۹۵ نفر بوده‌است.